# Времена Раздора
Времена Раздора (англ. Discord Times) — компьютерная ролевая тактическая игра, дебютный проект белорусского разработчика Aterdux Entertainment. Игра была выпущена разработчиками 25 августа 2004 года, в 2007 году её переиздал Alawar Entertainment. После выхода получила смешанные отзывы в игровой прессе.

## Сюжет
Действие игры разворачивается в средневековом королевстве, где игрок выступает от имени странствующего дворянина.

## Режимы игры
Игроку доступны следующие игровые кампании и сценарии:
- Раменское королевство
- Тихая пристань
- Проклятое озеро
- Сказка странствий
- Устье Трейна
- Другой берег

## Игровой процесс
| Системные требования                   | Системные требования                                              | Системные требования                                              |
| -------------------------------------- | ----------------------------------------------------------------- | ----------------------------------------------------------------- |
|                                        | Минимальные                                                       | Рекомендуемые                                                     |
| Windows 2000, Windows XP Windows Vista |                                                                   |                                                                   |
| ЦПУ                                    | Процессор Intel Pentium 0,5 ГГц                                   | Процессор Intel Pentium 0,5 ГГц                                   |
| Объём ОЗУ                              | 64 МБ или более                                                   | 64 МБ или более                                                   |
| Место на диске                         | 110 МБ                                                            | 110 МБ                                                            |
| Видеокарта                             | видеокарта с минимум 16 МБ видеопамяти или более с поддержкой 3D, | видеокарта с минимум 16 МБ видеопамяти или более с поддержкой 3D, |
| Звуковая плата                         | DirectX 9.0-совместимая                                           | DirectX 9.0-совместимая                                           |
| Устройства ввода                       | клавиатура, мышь                                                  | клавиатура, мышь                                                  |

На игровой карте в реальном времени кроме героя передвигаются и действуют отряды других крестьян, нежити, разбойников и феодалов.

Бой с участием армии героя-рыцаря.

Основными источниками дохода является замок (где также можно восстановить здоровье и нанимать воинов) и деревни (ежедневно выплачивают подать деньгами и ресурсами, или бонусными предметами). Рекрутировать солдат можно в замках, городах и монастырях, в каждом из которых можно нанять только определённый их вид. Кроме воинов в бою могут принять участие сам герой (тип которого игрок может выбрать из трёх вариантов: архимаг, рыцарь, следопыт) и его спутники.
Воины в ходе боёв получают опыт и новые уровни, определяемые игроком с помощью выбранного им пути развития. Классы обладают разными навыками и возможностями. В игре существует несколько видов предметов, которыми могут пользоваться герои или юниты: броня, оружие, зелья и артефакты. В игре также присутствует магия.
Бои разворачиваются на поле из 24 клеток. В отряде героя может быть до 12 персонажей, которые выстраиваются в две линии.

## Разработка и выпуск игры
Работа над Временами Раздора началась в 2002 году, когда Николаем Армоником и Денисом Ломако была создана игровая студия Aterdux Entertainment. Изначально планировалось сделать небольшую shareware-стратегию, но в процессе в ней начали появляться новые элементы. При создании игры разработчики вдохновлялись Disciples 2, в работе им помогали в дальнейшем присоединившиеся к команде Дмитрий Гончаров и Виктор Армоник.
В 2004 году Aterdux Entertainment самостоятельно выпустила игру, в 2007 году её переиздала компания Alawar Entertainment. Игра не оправдала финансовых ожиданий разработчиков и не получила большую популярность.
В 2010-х годах игра получила редактор сценариев.
В декабре 2022 года в discord сообществе Времён Раздора разработчики - Денис Ломако и Николай Армоник заявили о создании Steam-версии игры с поддержкой работы на новых версиях операционных систем Windows, улучшенной поддержкой фанатских карт и модов, исправлением багов.

## Наследие
В 2015 году вышла игра «Легенды Эйзенвальда», создававшаяся с 2010 года, которую в Aterdux Entertainment считали эволюцией и идейным продолжением «Времен Раздора».

## Приём
Издание Gametech отрицательно отнеслась к игре, раскритиковав её графику, игровой процесс и сюжет.
Редакция CNET поставила «Временам раздора» 4 балла из 5 возможных, отметив захватывающий игровой процесс и красочность самой игры